# 길전권
길전권(吉錢權,1939년 9월 1일~)은 결합 쌍둥이다. 다른 한쪽은 길주권(吉周權)이며 둘다 같은성격 때문에 이동할때도 같이 이동한다. 길주권도 같은 연도에 태어나서 동갑이다

## 가족
- 아내 길옥(吉玉)
- 딸 이산(李山)
- 아들 길한문(吉韓文)
- 딸 안행주(安幸周)
- 손자 길문권(吉文權)
- 손자 길세권(吉世權)